# Zankholz
Das Gebiet Zankholz ist ein mit Verordnung vom 20. Januar 2004 durch die Körperschaftsforstdirektion Tübingen ausgewiesenerausgewiesener Schonwald (Schutzgebiet-Nummer 200034) in Baden-Württemberg.

## Lage
Das Schutzgebiet befindet sich östlich von Illerrieden und wird vom Wangener Bach durchflossen. Es liegt im Distrikt 22 „Zankholz“ des Staatswaldes Ulm und umfasst die Flurstücke Nr. 265 tw. (Weg), 321 tw., 469/1 und 469/2 auf Gemarkung Illerrieden, Gemeinde Illerrieden.
Der Schonwald liegt vollständig im Landschaftsschutzgebiet Illerrieden.

## Vegetation
Im Schonwald kommen laut Waldbiotopkartierung die folgenden Pflanzen vor:
Spitzahorn, Berg-Ahorn, Bunter Eisenhut, Giersch, Schwarz-Erle, Grau-Erle, Rotgelbes Fuchsschwanzgras, Buschwindröschen,
Gelbes Windröschen, Hänge-Birke, Wald-Zwenke, Sumpf-Segge, Stachel-Segge, Wald-Segge, Gewöhnliche Waldrebe, Roter Hartriegel,
Weißdorn, Gewöhnliches Knäuelgras, Rasen-Schmiele, Winter-Schachtelhalm, Riesen-Schachtelhalm, Gewöhnlicher Spindelstrauch,
Rotbuche, Mädesüß, Faulbaum, Gemeine Esche, Echte Nelkenwurz, Flutender Schwaden, Echter Hopfen, Drüsiges Springkraut, Sumpf-Schwertlilie,
Kleine Wasserlinse, Gewöhnlicher Liguster, Heckenkirsche, Rote Heckenkirsche, Gewöhnlicher Gilbweiderich, Gewöhnlicher Blutweiderich,
Wald-Bingelkraut, Seerosen, Gewöhnliche Jungfernrebe, Wasser-Knöterich, Gewöhnliche Pestwurz, Rohrglanzgras, Schilfrohr, Gemeine Fichte,
Quirlblättrige Weißwurz, Bastard-Schwarz-Pappel, Hohe Schlüsselblume, Gewöhnliche Traubenkirsche, Schlehdorn, Geflecktes Lungenkraut,
Stieleiche, Rhus, Gewöhnliche Robinie, Hundsrose, Brombeeren, Silber-Weide, Echte Trauerweide, Sal-Weide, Purpur-Weide,
Korb-Weide, Kanadische Goldrute, Wald-Ziest, Thuja, Winterlinde, Huflattich, Breitblättriger Rohrkolben,
Bergulme, Große Brennnessel, Gewöhnlicher Schneeball.

## Schutzzweck
Der Schutzzweck des Schonwalds ist gemäß Schutzgebietsverordnung
- Erhaltung und Erneuerung der naturnahen, aus Auewald hervorgegangenen strauchreichen Laubwaldgesellschaften mit Esche, Ahorn, Stieleiche, Baum- und Strauchweiden, Traubenkirsche und einer artenreichen Begleitflora (z.B.Hopfen, Echtes Lungenkraut, Märzenbecher, Bärlauch, Gelbes Windröschen, Zweiblättriger Blaustern, Winterschachtelhalm, Seidelbast, Echter Steinsame, Weiße Segge);
- Habitatsicherung für die im jeweiligen Schonwald typischen und seltenen Arten von Flora und Fauna.

## Betreuung
Wissenschaftlich betreut wird der Schonwald durch die Forstliche Versuchs- und Forschungsanstalt Baden-Württemberg (BVA).